# 光鞘石竹
光鞘石竹（学名：Bambusa glabrovagina）为禾本科簕竹属下的一个种。

## 扩展阅读
- 維基物種上的相關：光鞘石竹